# Rainbow (álbum de Kesha)
Rainbow es el tercer álbum de estudio de la cantante estadounidense Kesha la salida del cual se estrenó el 11 de agosto de 2017 bajo el sello discográfico de Kemosabe y RCA. El 5 de julio de 2017 la cantante anunció a través de su cuenta de Instagram que publicaría el primer sencillo de este nuevo trabajo discográfico el día siguiente titulado "Praying". El sencillo fue publicado el mismo día en el que el álbum se puso disponible en preventa. Desde el estreno del primer sencillo, la cantante anunció que estrenaría un adelanto del disco cada semana.

## Antecedentes y Grabación
Escribir para Rainbow comenzó durante y después de Kesha pasó tiempo en una clínica de rehabilitación en enero de 2014 y duró hasta octubre de 2016. Kesha también apareció durante la ranura de Zedd en el 2016 Coachella Festival para realizar "True Colors", una pista de Zedd segundo álbum de estudio. La aparición marcó su primer espectáculo público de alto perfil desde su batalla legal en curso con el Dr. Luke. Una versión del estudio de la canción fue lanzada como solo el 29 de abril de 2016. En el verano de 2016, Kesha se embarcó en su tercera gira mundial, Kesha and the Creepies: Fuck the World Tour. La gira comenzó el 23 de julio de 2016, en Las Vegas y terminó el 29 de octubre de 2016, en Maine. El viaje incluyó varias versiones de canciones. Durante este tiempo, se reveló que Kesha había grabado 22 canciones por su cuenta. Más tarde se anunció que Kesha estaba en el proceso de grabación de un tercer álbum de estudio.

## Composición
Rainbow incluye un conjunto de instrumentos orquestales en vivo y sonidos de coro. Algunas de las pistas también regresan del sonido de los primeros lanzamientos de Kesha. Muchas de las letras del álbum tratan de no encajar.
El álbum contiene una combinación de cortes lúgubres y pistas de baile optimistas como "Woman" y "Bastards". "El álbum se abre con la música country-infundido con "Bastards ", que es acerca de no dejar que los matones te arrastren ". "Woman" se inspiró en un comentario machista que dijo el presidente Donald Trump, el cual enfadó a Kesha y le hizo gritar "¡Soy una mujer, maldita sea!" Esta línea está incluida en toda la canción. Kesha escribió la pista del título en un teclado de juguete mientras estaba en rehabilitación. Se abre sólo con voces y acordes básicos tocados en un piano. La primera línea que canta Kesha es: "Volví las estrellas a mis ojos, veo la magia dentro de mí".

## Sencillos
El 6 de julio de 2017 se estrenó "Praying", primer sencillo de Rainbow y primero como artista principal y en solitario desde el año 2013. El videoclip fue estrenado el mismo día del estreno de la canción, fue dirigido por Jonas Åkerlund y filmado en Salvation Mountain. Después del lanzamiento de dicho sencillo, se anunció que la cantante lanzaría una canción cada jueves hasta el lanzamiento del álbum.
"Woman" fue la segunda canción a modo de adelanto del álbum y primer sencillo promocional de este en colaboración con el grupo de jazz Dap Kings Horns. La canción fue estrenada el 13 de julio de 2017 con el videoclip incluido. El vídeo musical fue filmado por la cantante y su hermano Lagan Sebert en un bar de nombre Oddity Bar en Delaware. Este tema es un himno feminista el cual fue inspirado en un comentario machista dicho por el presidente Donald Trump en una de sus ruedas de prensa.
"Learn To Let Go" fue estrenado el 27 de julio de 2017 como el segundo sencillo del álbum. Este habla de el hecho de tener una infancia complicada y como superarla; algunos catalogan la canción como todo un himno de superación. El vídeo musical fue estrenado el mismo día. En él Kesha comparte imágenes de vídeos caseros de sí misma como niña, corriendo en la naturaleza, cantando y bailando.
"Woman" fue la segunda canción a modo de adelanto del álbum y primer sencillo promocional de este en colaboración con el grupo de jazz Dap Kings Horns. La canción fue estrenada el 13 de julio de 2017 con el videoclip incluido. El vídeo musical fue filmado por la cantante y su hermano Lagan Sebert en un bar de nombre Oddity Bar en Delaware. Este tema es un himno feminista el cual fue inspirado en un comentario machista dicho por el presidente Donald Trump en una de sus ruedas de prensa. Aunque en un primer momento la canción se lanzó como el primer sencillo promocional del álbum, luego la cantante decidió publicar la canción como el tercer sencillo oficial del álbum el 23 de enero de 2018. 
"Hymn", en español himno, es la cuarta canción en el álbum y el próximo sencillo del álbum. Originalmente estaba destinado a serlo el 20 de julio de 2017 pero se pospuso para el 3 de agosto por problemas de publicación.

## Promoción
Kesha planea presentarse en Japón en el Summer Sonic Festival en dos fechas: el 19 de agosto en Osaka y el 20 de agosto en Tokio. Después de esto, Kesha presentará un concierto en solitario en Nagoya el 21 de agosto. En septiembre en los Estados Unidos, Kesha se presentará en los festivales de KAABOO y iHeartRadio.

## Recepción crítica
Rainbow ha recibido aclamación por parte de los críticos musicales. En Metacritic, que asigna una calificación normalizada de 100, el álbum tiene una puntuación de 81/100 lo que indica Aclamacion Universal, basada en 27 críticas.
Baillie, que revisó "Rainbow" un mes antes de su lanzamiento, lo calificó como un disco "poderoso, emocional y fuertemente feminista que vale la espera de cuatro años". Ella escribió que la "vulnerabilidad de algunas canciones traerá una lágrima a tu ojo, mientras que otras están tan cerca del viejo sonido de Kesha que tendrá pistas de baile llenas en cualquier momento". Ella describió el álbum como "una montaña rusa de emociones, haciéndote llorar por la tristeza de Rainbow y el puño-bombeo del aire con Woman, y valió la pena la espera."

## Charts
| Chart (2017)                        | Peak position |
| ----------------------------------- | ------------- |
| Australia (ARIA)                    | 3             |
| Bélgica (Ultratop flamenca)         | 17            |
| Bélgica (Ultratop valona)           | 56            |
| Países Bajos (Album Top 100)        | 10            |
| Finlandia (Suomen Virallinen Lista) | 26            |
| Alemania (Media Control Charts)     | 33            |
| Irlanda (IRMA)                      | 2             |
| Nueva Zelanda (RMNZ)                | 4             |
| Noruega (VG-lista)                  | 13            |
| Suecia (Sverigetopplistan)          | 25            |
| Reino Unido (UK Albums Chart)       | 4             |

## Lista de canciones
- Edición estándar

| Rainbow |                                                            |                                                                          |                            |          |  |
| N.º     | Título                                                     | Escritor(es)                                                             | Productor(es)              | Duración |  |
| 1.      | «Bastards»                                                 | Kesha Sebert                                                             | Ricky Redd · Drew Pearson  | 3:51     |  |
| 2.      | «Let em' Talk» (con Eagles of Death Metal)                 | K. Sebert · Stuart Crichton · James Newman                               | Stuart Crichton            | 3:05     |  |
| 3.      | «Woman» (con The Dap-Kings Horns)                          | K. Sebert · Andrew Pearson · Stephen Wrabel                              | Brody Brown · Pearson      | 3:16     |  |
| 4.      | «Hymn»                                                     | K. Sebert · Eric Frederic · Jonny Price · Cara Salimandino · Pebe Sebert | Ricky Reed · Jonny Price   | 3:16     |  |
| 5.      | «Praying»                                                  | K. Sebert · Ryan Lewis · Ben Abraham · Andrew Joslyn                     | Ryan Lewis                 | 3:50     |  |
| 6.      | «Learn To Let Go»                                          | K. Sebert · Stuart Crichton · Pebe Sebert                                | Reed · Crichton            | 3:37     |  |
| 7.      | «Finding You»                                              | K. Sebert · Eric Frederic · Justin Tranter                               | Reed                       | 2:52     |  |
| 8.      | «Rainbow»                                                  | K. Sebert                                                                | Ben Folds                  | 3:38     |  |
| 9.      | «Hunt You Down»                                            | K. Sebert · Rick Nowels                                                  | Rick Nowels                | 3:17     |  |
| 10.     | «Boogie Feet» (con Eagles of Death Metal)                  | K. Sebert · Andrew Pearson · Pebe Sebert                                 | Pearson                    | 2:54     |  |
| 11.     | «Boots»                                                    | K. Sebert · Eric Frederic · Justin Tranter · Roger Chachayed             | Reed                       | 3:04     |  |
| 12.     | «Old Flames Can't Hold a Candle to You» (con Dolly Parton) | Rosemary Patricia Sebert · Hugh Moffatt                                  | Kesha Sebert · Pebe Sebert | 4:26     |  |
| 13.     | «Godzilla»                                                 | Pebe Sebert · Claire Wilkinson · Nathan Chapman                          | Reed · Pearson             | 2:08     |  |
| 14.     | «Spaceship»                                                | K. Sebert · Andrew Pearson · Pebe Sebert                                 | Pearson                    | 5:15     |  |
| 48:39   |                                                            |                                                                          |                            |          |  |

## Historial de publicación
| Región | Fecha                | Formato                             | Discográfica     | Edición            |
| ------ | -------------------- | ----------------------------------- | ---------------- | ------------------ |
| Mundo  | 11 de agosto de 2017 | - CD - Descarga digital - Streaming | - Kemosabe - RCA | - Explicit - Clean |
| Japón  | 16 de agosto de 2017 | CD                                  | Sony Music       | Edición Japonesa   |